# Dobritz
Dobritz, de son vrai nom Jean Dobritz, est un artiste français né à Perpignan en 1956. Il commence sa carrière de dessinateur de presse en 1975.

## Biographie
Jean Dobritz a dessiné dans de nombreux journaux français et étrangers. En 1976 fait ses débuts au service générique d' Antenne 2 comme intermittent du spectacle.
Marqué à gauche, il dessine pour Témoignage chrétien, L'Unité, Combat socialiste, mais sera également publié dans Télé 7 jours et La Croix.
Il travaille au Figaro de 1988 jusqu'à sa retraite, en décembre 2016. À l'origine pour les pages opinions avec l'arrivée de Frantz Olivier Giesberg en septembre 88, puis sous l'impulsion de celui-ci, toutes les pages lui seront ouvertes. Après le rachat du Figaro par S Dassault en 2004 et l'arrivée de Nicolas Beytout à la tête du quotidien, il connaît une disgrâce politique jusqu'à sa retraite fin décembre 2016.
Quand il prend sa retraite au premier janvier 2017, près de 30 000 dessins ont été publiés[réf. nécessaire] dans une centaine de journaux..

## Ouvrages
- Encre à l'amer. Aux éditions Emma Flores. Une trentaine de dessins. En noir et blanc. Sur ’ univers de l’écriture. 1er novembre 2004
- Les aventures de Robin de l'Ile Ô mer des Sarcasmes, Editoo.com, 01/2005
- Ca suffit comme chat, éd. Bruno Leprince, 11/2006
- L’entreprise m’a tuer, éd.Hugo et cie 10/2008
- Le placard a horreur du vide éd. Bruno Leprince, 05/2010
- Les aventures de Robin de l'Ile Sur l'ile y'a de l'odyssée, Editoo.com, 01/2004
- Dégâts des zoos 1, Food éditions, 2021.
- Dégâts des zoos 2,
- Ceci n'est pas un livre,
- Le carton à des seins,
- Dobritz au Figaro,
- Bandes de clowns,
- Livraisons de minuit,
- Cigares à vannes,
- Dégâts des zoos,
- Robin fait la planche,
- Les accrocs du billard,
- Aux arbres citoyens,
- En vert et contre tous,
- Le ciel est par-dessus le toit,